# Albani-Psalter

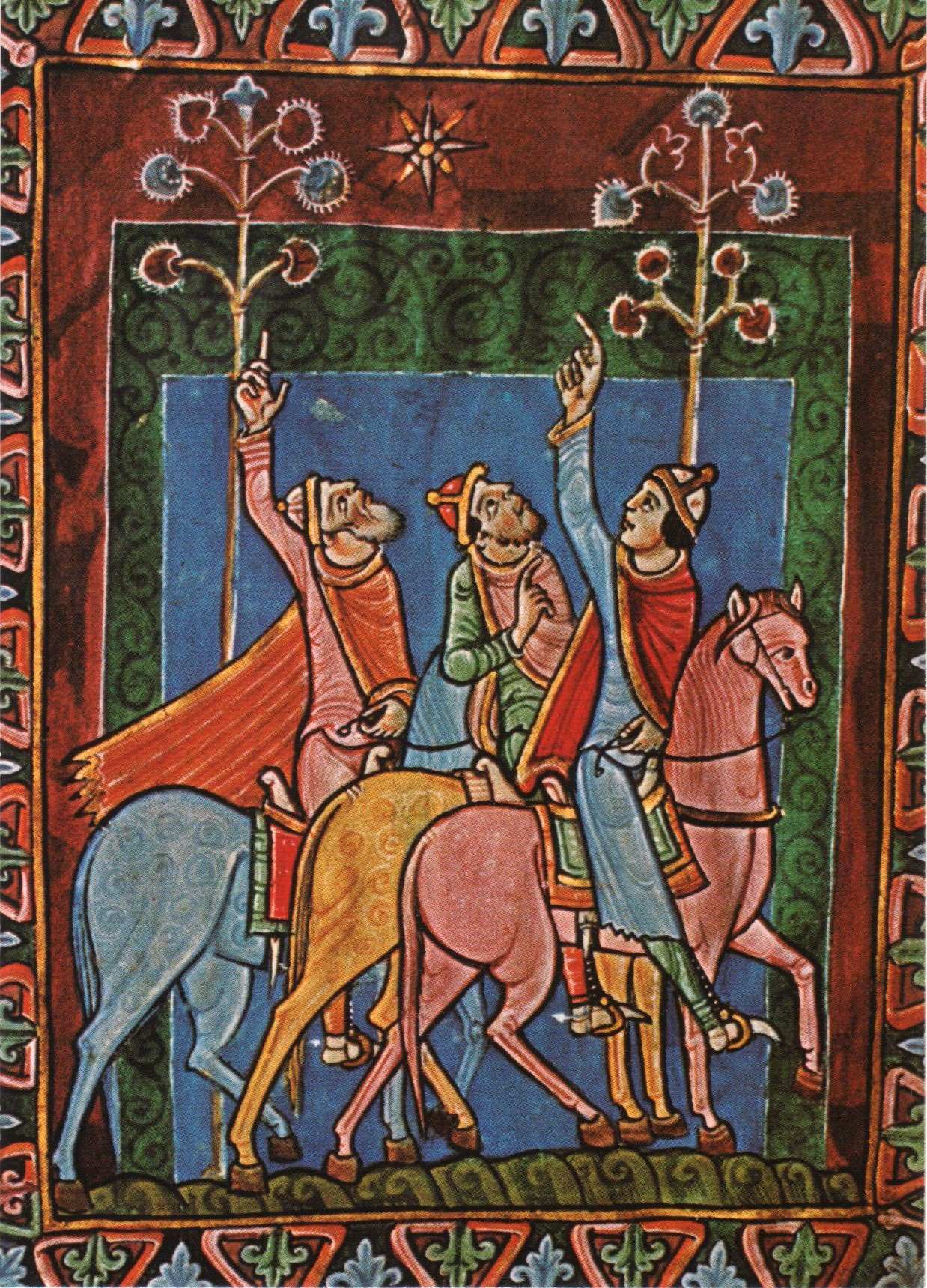
Die Heiligen Drei Könige folgen dem Stern, Illumination aus dem Albani-Psalter, Tempera und Gold auf Pergament

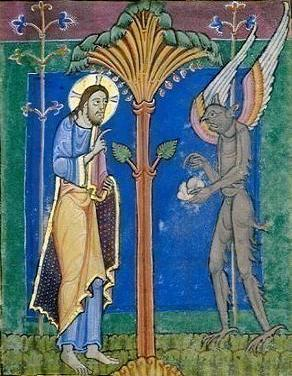
Die Versuchung Christi

Der Albani-Psalter (englisch Albani Psalter), auch St.-Albans-Psalter, Psalter von St. Albans (nach dem englischen St Albans Psalter) oder Psalter der Christina von Markyate, ist ein Hauptwerk englischer romanischer Buchmalerei. Er entstand im 12. Jahrhundert in der Abtei St. Alban in Hertfordshire. Heute befindet er sich in der Dombibliothek Hildesheim und stellt einen ihrer kostbarsten Schätze dar.

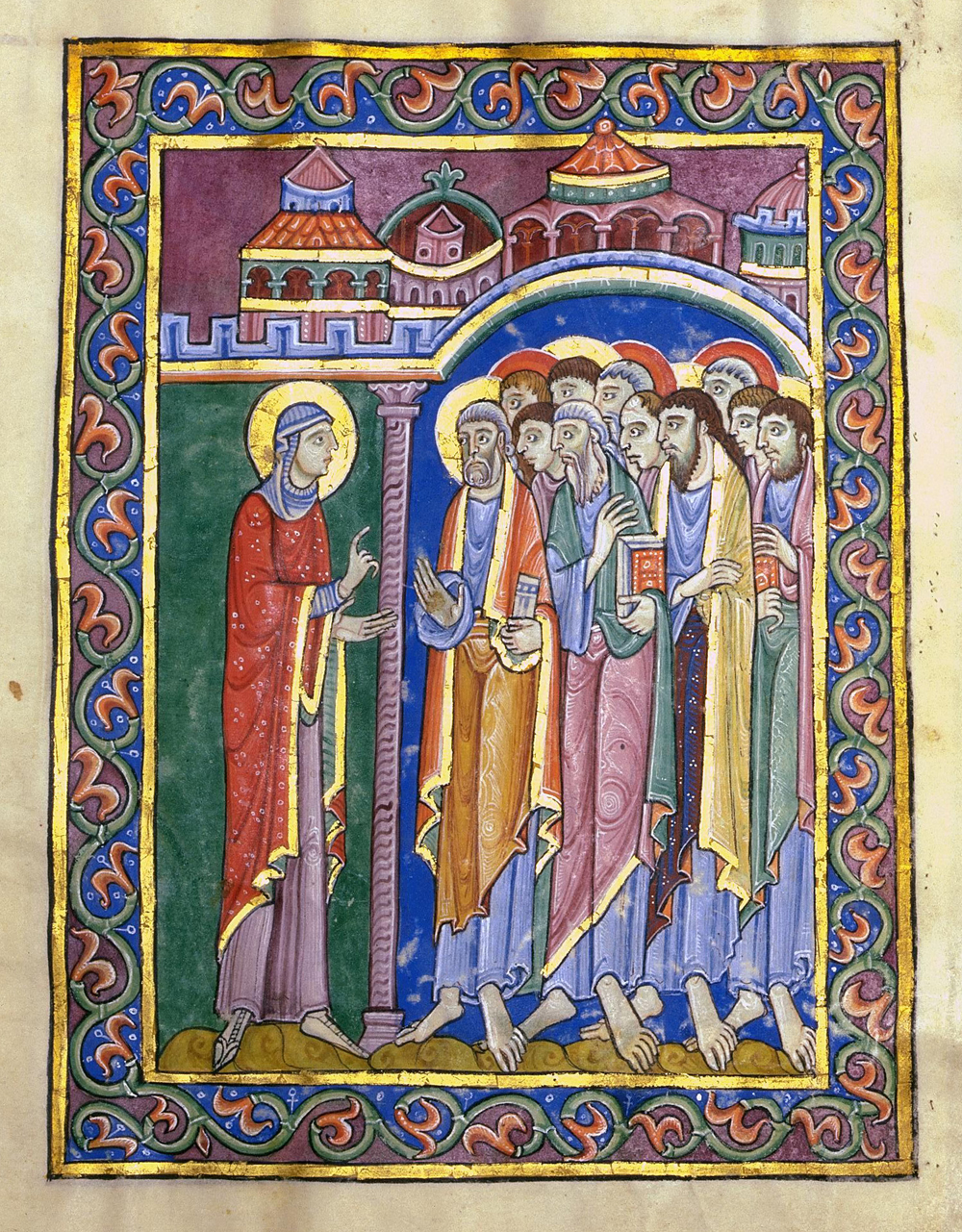
Maria Magdalena verkündet den Jüngern die Auferstehung Christi

## Beschreibung

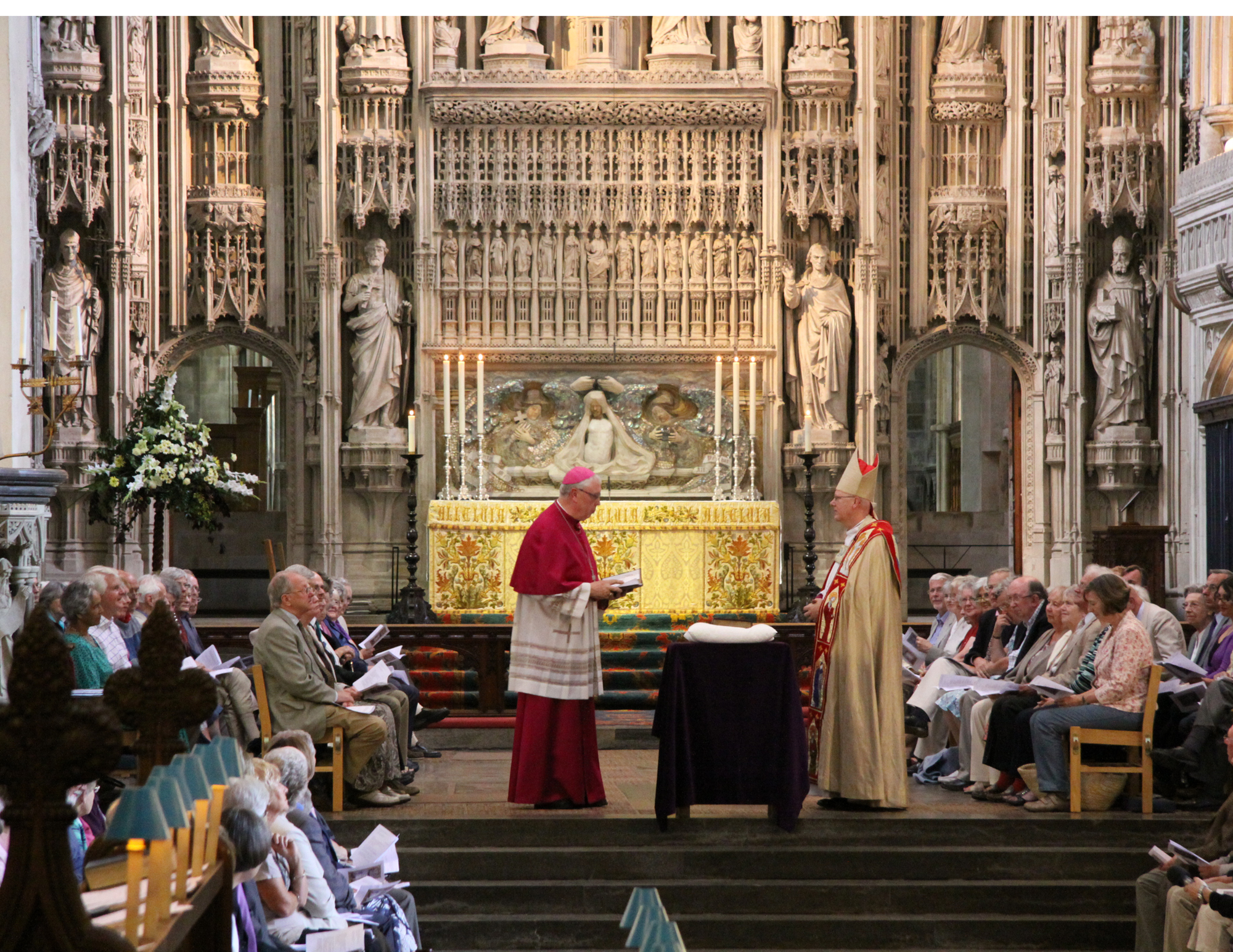
Bischof Norbert Trelle übergibt ein Faksimile des Albani-Psalters an Bischof Alan Smith (Kathedrale von St Albans, 16. August 2011)

Das über vierhundertseitige Werk gehört zur Gattung der mittelalterlichen Psalter, die zur häuslichen Andacht oder für das liturgische Gebet bestimmt waren. Literarischer Hauptinhalt sind die Psalmen der biblischen Vulgata, dazu das altfranzösische Alexiuslied und zu Beginn ein liturgischer Kalender. Das Bildprogramm umfasst mehr als vierzig ganzseitige Miniaturen aus dem Evangelium, verschiedene Heiligendarstellungen sowie kunstvolle Schmuckmalerei, darunter über 200 goldverzierte Initialen.
Der Albani-Psalter steht an äußerem Aufwand und Ikonographie nahezu ohne Vorbild da und hat seinerseits die spätere Bildtradition nachhaltig beeinflusst.

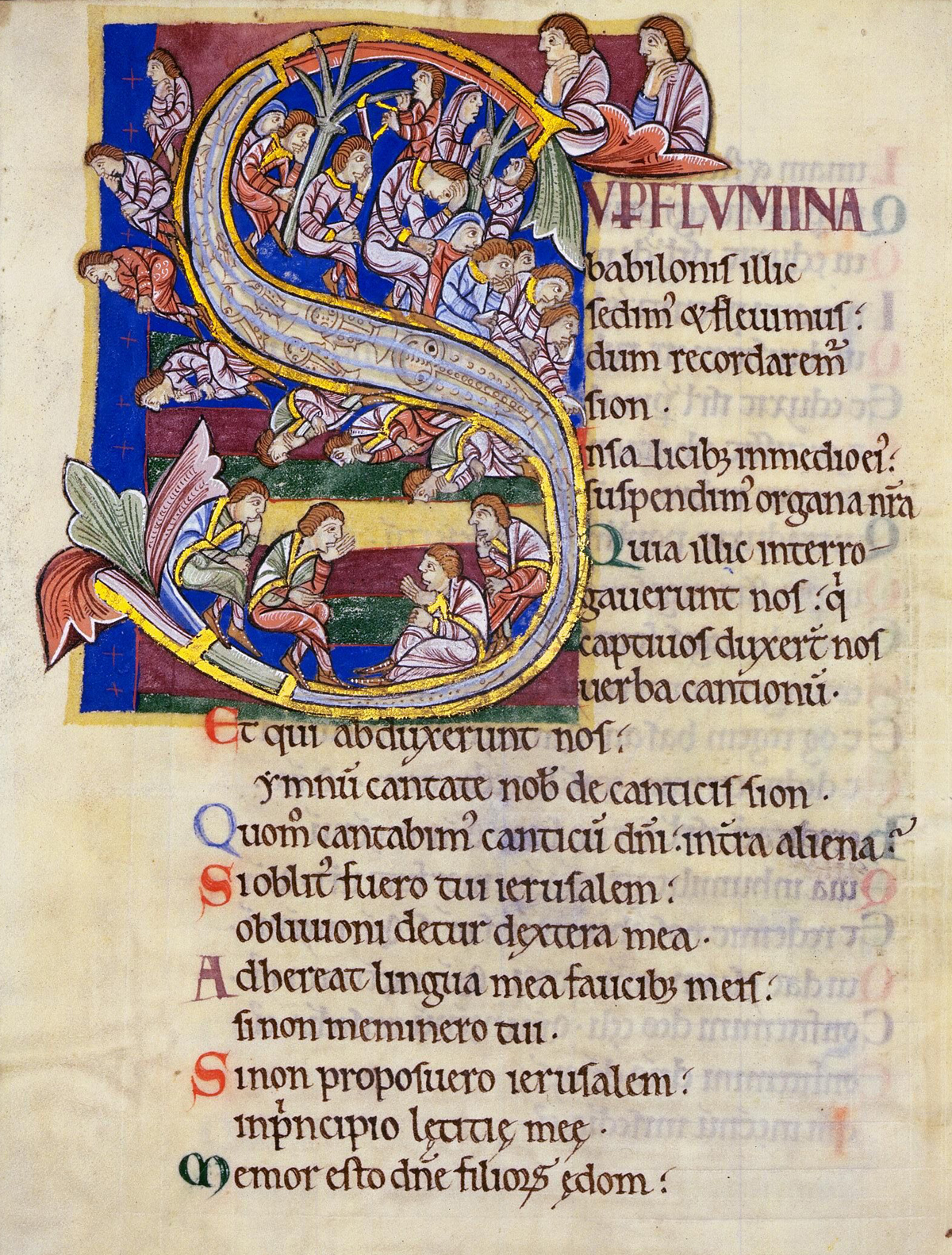
Anfang des 21. Psalms
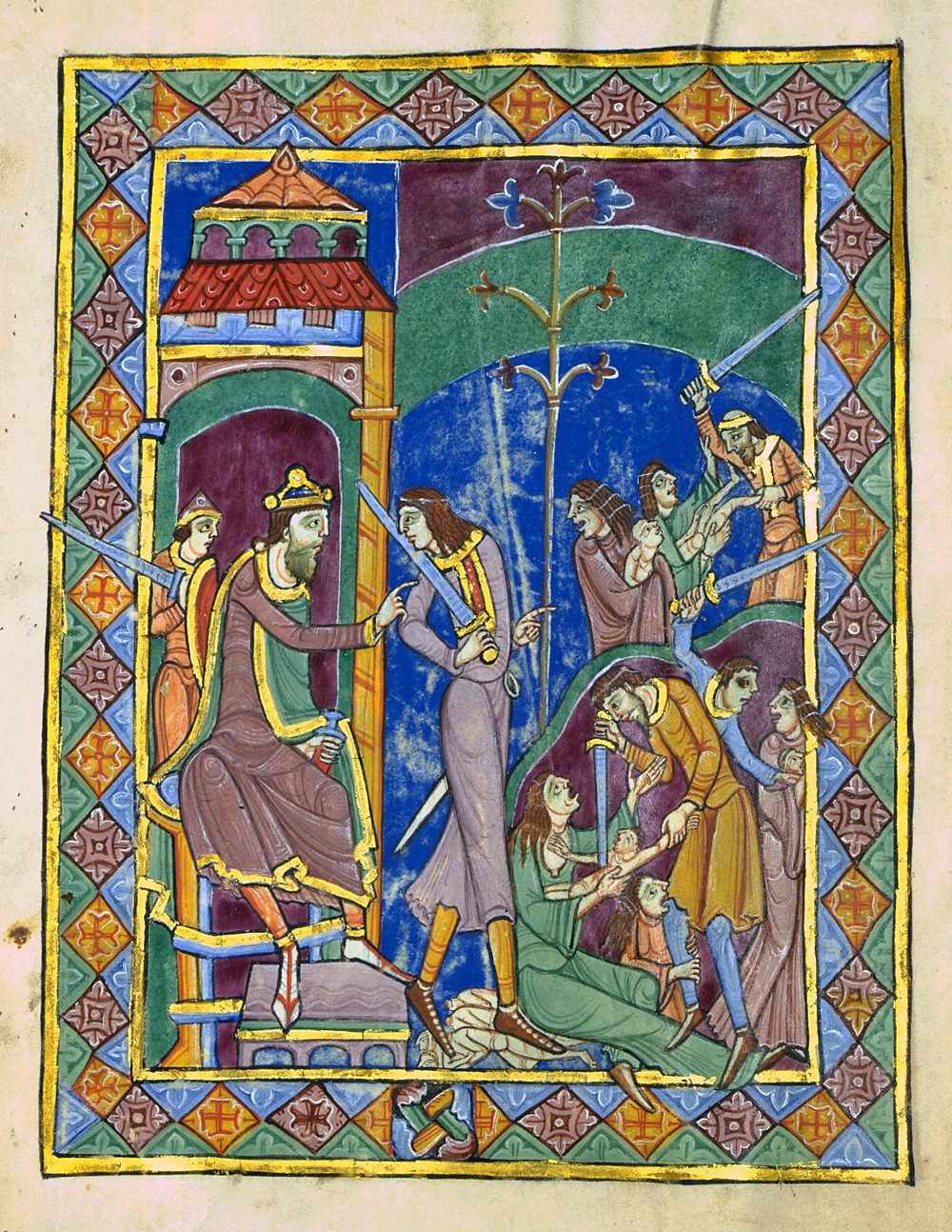
Der Kindermord in Bethlehem
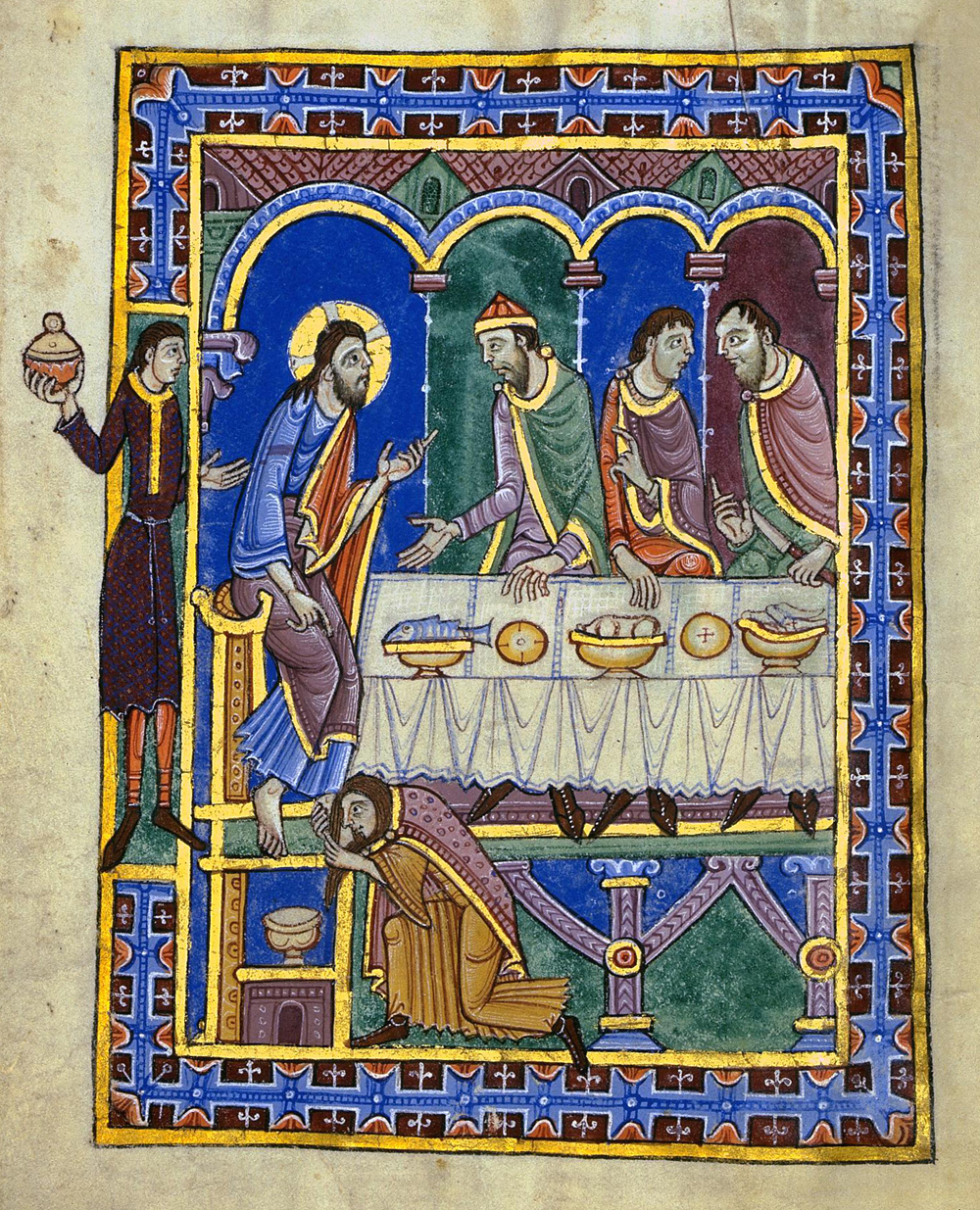
Gastmahl des Simon
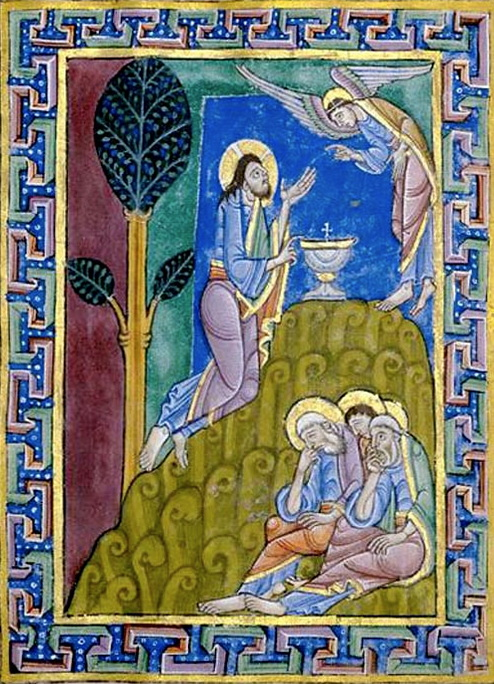
Christus im Garten Getsemane
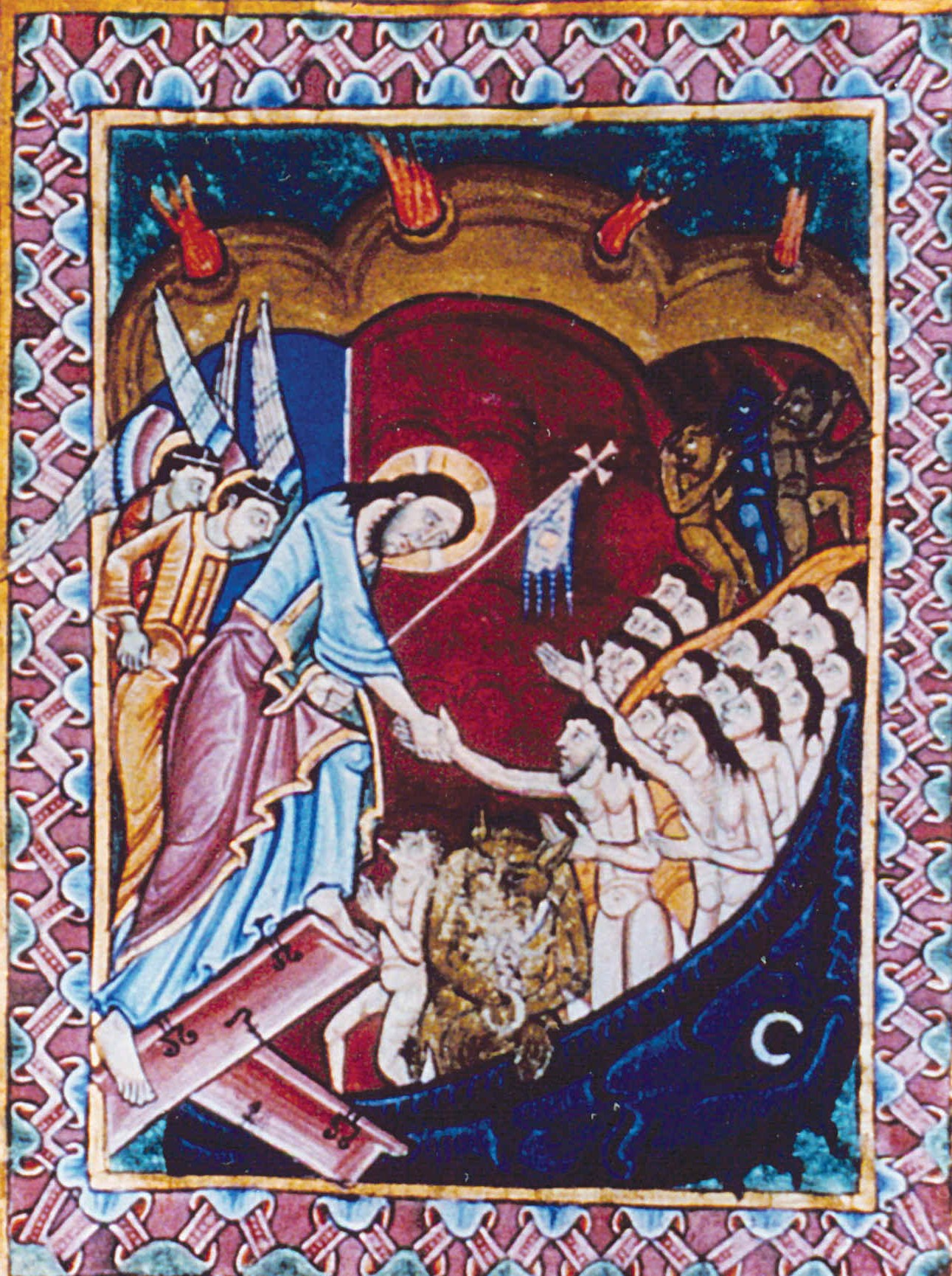
Christus öffnet das Totenreich
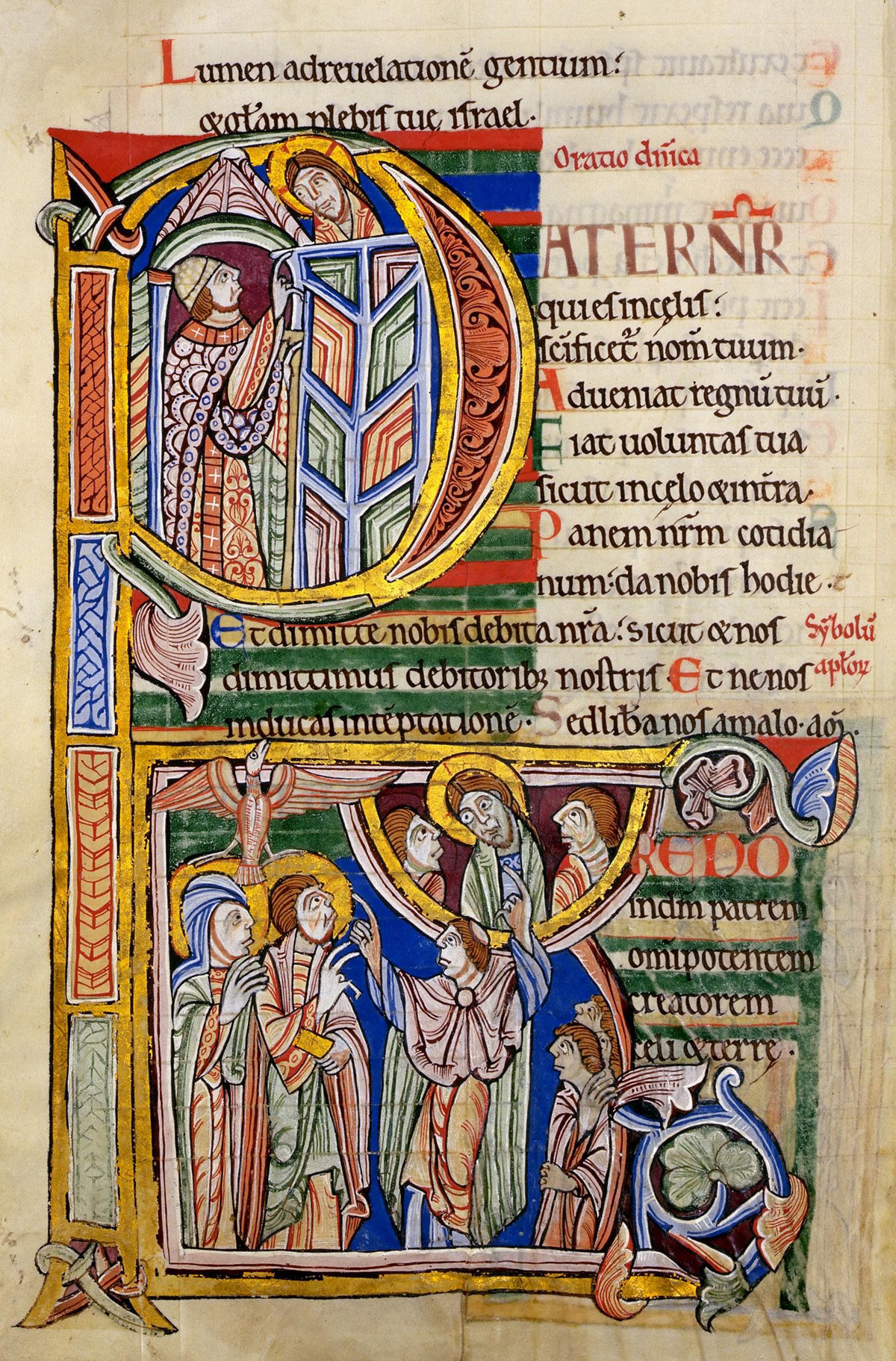
Vaterunser mit Initiale

## Geschichte
Der Erstherausgeber Adolph Goldschmidt identifizierte den Schreiber der Psalmen mit dem Eremiten und Mönch von St. Albans Roger († vor 1118), der mit seinem Todestag (12. September) im Kalender genannt wird. Bei dem Eremiten handelt es sich wahrscheinlich um den geistlich gewordenen anglonormannischen Adeligen Roger d’Aubigny, einen Bruder des Abtes Richard d’Aubigny (1087–1119). Nach der Ansicht nachfolgender Forscher entstand der Albani-Psalter allerdings erst zwischen etwa 1120 und 1145 während des Abbatiats des Geoffrey von Gorham. Ihnen zufolge war das Werk ein Geschenk für die Eremitin Christina von Markyate (gestorben um 1155), mit der Abt Geoffrey in enger geistlicher Freundschaft verbunden gewesen sein soll. Mit größerer Wahrscheinlichkeit wurde das Buch jedoch im Chordienst der Abtei verwendet.
Während des Bürgerkriegs von 1642 bis 1649 brachten englische Benediktiner den Psalter mit anderen Kostbarkeiten in ihre neue Zuflucht, das Kloster Lamspringe bei Hildesheim. Vermutlich bei dessen Auflösung 1803 kam er in den Besitz der Basilika St. Godehard in Hildesheim, deren Bücherbestand seit 1908 in der Dombibliothek verwahrt wird.
Vom 12. September 2009 bis 24. Januar 2010 wurden im Dommuseum Hildesheim alle Blätter des Psalters nebeneinander gezeigt, nachdem die Handschrift zur Restaurierung zerlegt werden musste. Im Herbst 2013 ist eine ähnliche Ausstellung im Getty Museum geplant.

## Literarische Bearbeitung
Der historische Roman von Peter Dyckhoff Albani. Das unerhörte Abenteuer, dessen Hintergrund die Geschichte des Psalters ist, erschien 1998 (Steinkopf Verlag, Stuttgart).